# 5-Methyl-3-heptanonoxim
5-Methyl-3-heptanonoxim ist ein Oxim, das als synthetischer Duftstoff (Markenname Stemone) verwendet wird.

## Herstellung
5-Methyl-3-heptanonoxim kann durch Umsetzung von 5-Methyl-3-heptanon  mit Hydroxylamin gewonnen werden.

## Eigenschaften und Verwendung
5-Methyl-3-heptanonoxim wird als kosmetischer Duftstoff mit grünem, blätterartigem Aroma verwendet.

## Toxikologie
5-Methyl-3-heptanonoxim ist wenig toxisch. Der LD50 an Ratten (oral) wurde zu 3,8 g/kg bestimmt, der an Kaninchen (dermal) zu größer 5 g/kg. Die dermale Applikation größerer Mengen (2,5 bzw. 5 g/kg) bei Kaninchen führte zu leichten bis mäßigen Entzündungen und Ödemen. Bei Studien an Menschen mit geringen Mengen traten weder Entzündungen noch eine Sensibilisierung auf. Auch eine Genotoxizität konnte nicht festgestellt werden.

## Externe Links zu erwähnten Verbindungen
1. ↑  Externe Identifikatoren von bzw. Datenbank-Links zu 5-Methyl-3-heptanon:  CAS-Nr.: 541-85-5, EG-Nr.: 208-793-7, ECHA-InfoCard: 100.007.995, GESTIS: 37630, PubChem: 7822, Wikidata: Q20968579.